# Триплан

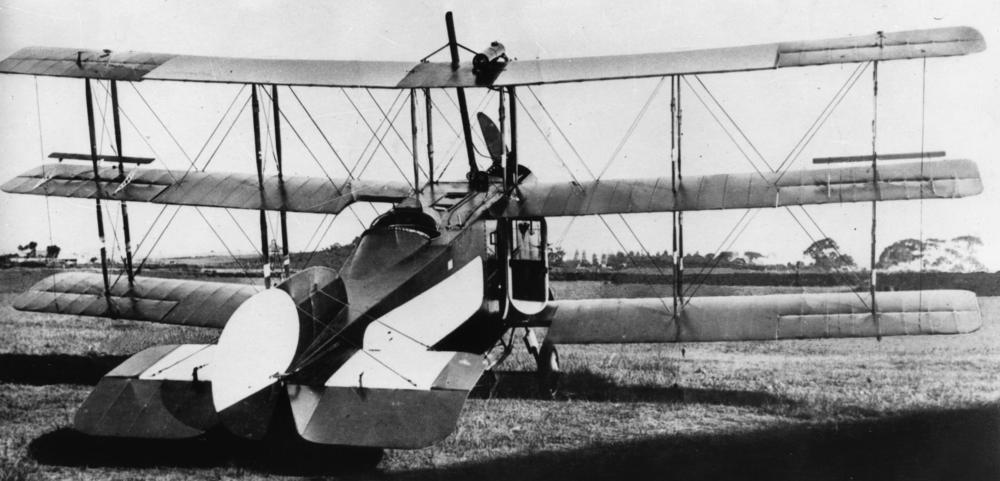
Триплан Avro 547

Триплан (від лат. tri- в складних словах означає «три» + planum — «плоскість») — різновид літака, конструкція якого характеризується наявністю трьох крил — трьох поверхонь для створення підіймальної сили.
Як правило, крила розташовані один над одним, при цьому такий літак називають поперечним трипланом. Найбільше відносне поширення такі триплани набули в роки Першої світової війни. Подальшого розповсюдження не отримав через великий лобовий опір.
Прагнення використовувати багато площин було характерною рисою зародження авіації — про аеродинаміку ще було практично нічого не відомо, і творці перших літаків — практично завжди ентузіасти без серйозної освіти — намагалися таким чином збільшити підіймальну силу. Однак, через підвищений лобовий опір літаки такої схеми швидко поступилися своїм місцем біпланам і монопланам.
Літаки ДКБ Сухого, що мають, крім хвостового, ще й переднє горизонтальне оперення (ПГО), називають «поздовжніми» або «горизонтальними трипланами». Це винищувачі Су-30, Су-33 і проектні винищувачі Су-27М і Су-47. Подібну схему має також американський винищувач F-15S/MTD.